# Mållalternant
Mållalternant (Alternanthera halimifolia) är en amarantväxtart som först beskrevs av Jean-Baptiste de Lamarck, och fick sitt nu gällande namn av Paul Carpenter Standley och Henri François Pittier. Mållalternant ingår i släktet alternanter, och familjen amarantväxter. Arten förekommer tillfälligt i Sverige, men reproducerar sig inte.